# Eko (Cameroun)
Pour les articles homonymes, voir Eko.
Eko est l'un des villages de la commune de Widikum-Boffe, département de la Momo de la région du Nord-Ouest du Cameroun.

## Organisation
Eko est divisé en cinq quartiers : Kefuti, Bwetikoro, Akwake, Atsetse et Mbuan.

## Population
Au dernier recensement de 2005, le village comptait 412 habitants, dont 199 hommes et 213 femmes. En 2011, la population est estimée à 657 habitants dont 158 hommes, 187 femmes et 312 jeunes.

## Vie locale
Le village d’Eko accueille un marché temporaire toutes les semaines comprenant 18 exposants.